# Thranius irregularis
Thranius irregularis là một loài bọ cánh cứng trong họ Cerambycidae.